# Renault Primaquatre

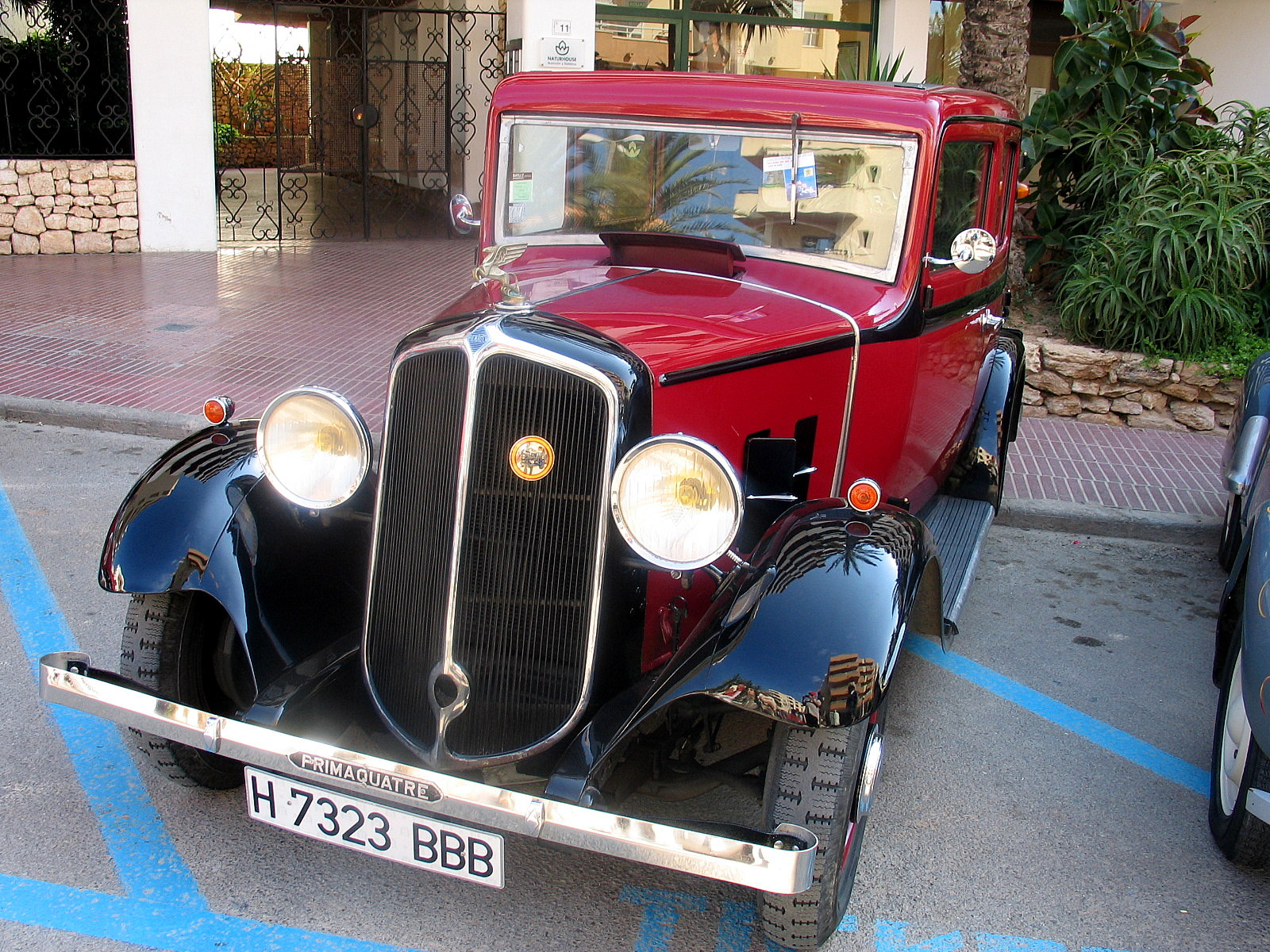
Mit Lüftungsklappen:
Type KZ 10 als Limousine (1932)

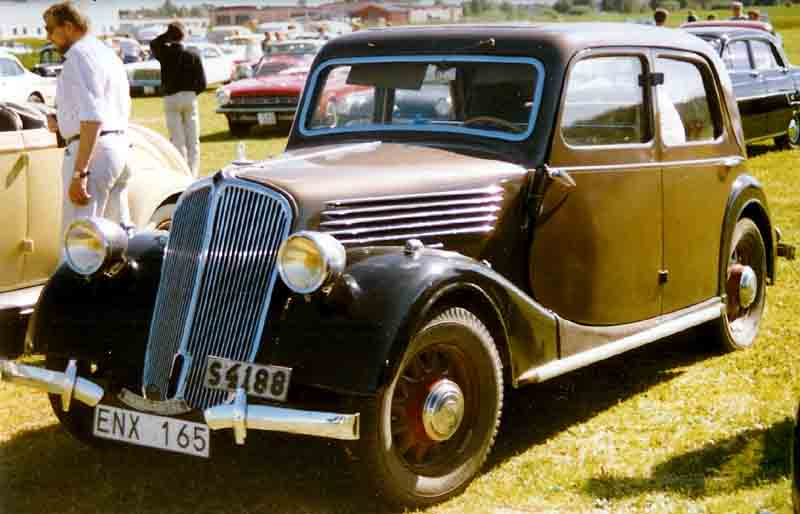
Mit fünf engen waagerechten Lüftungsschlitzen:
Type ACL 1 als Limousine (1936)

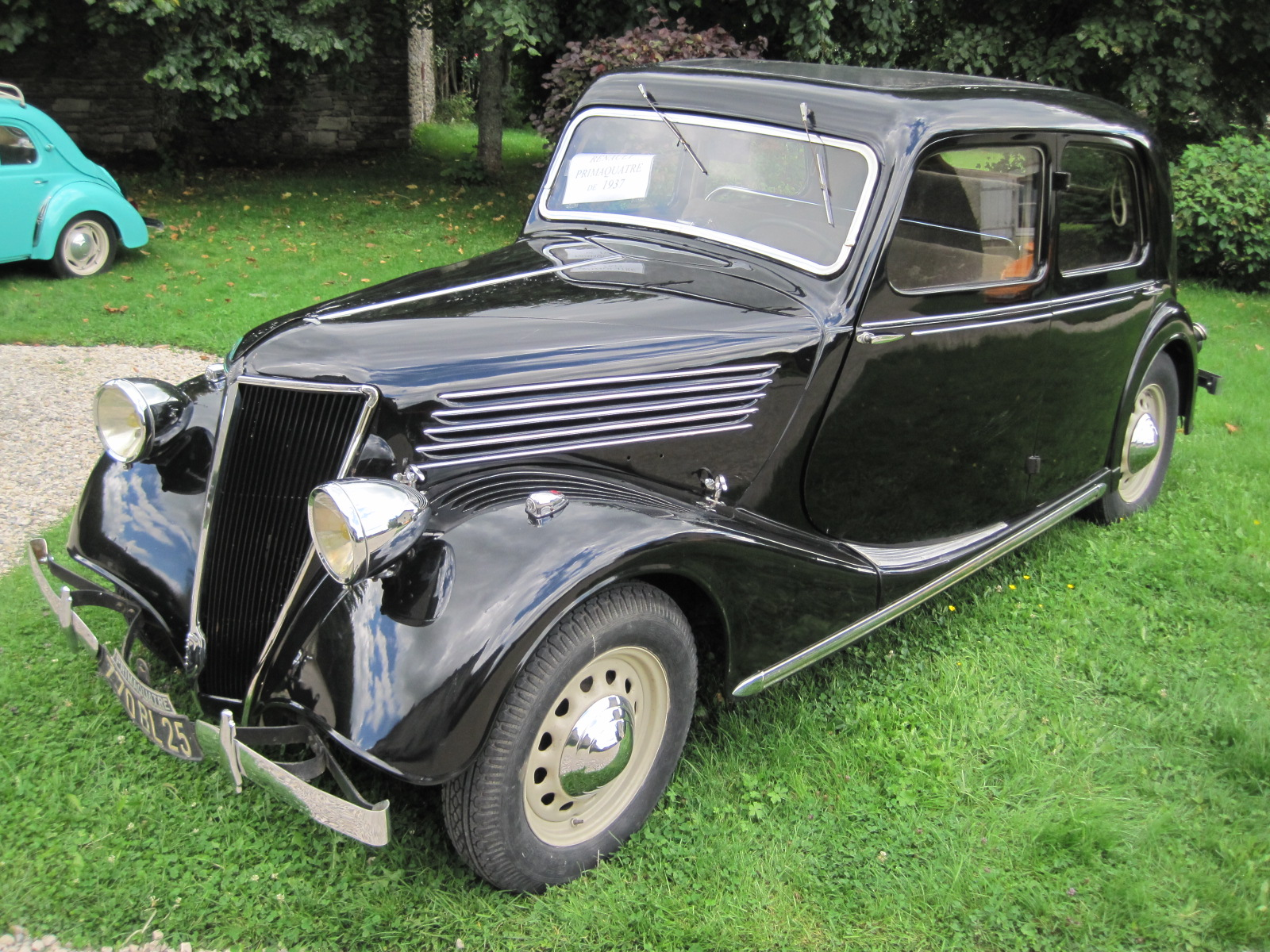
Kühlergrill seitlich abgerundet und senkrecht unterteilt:
Type ACL 2 als Limousine (1937)

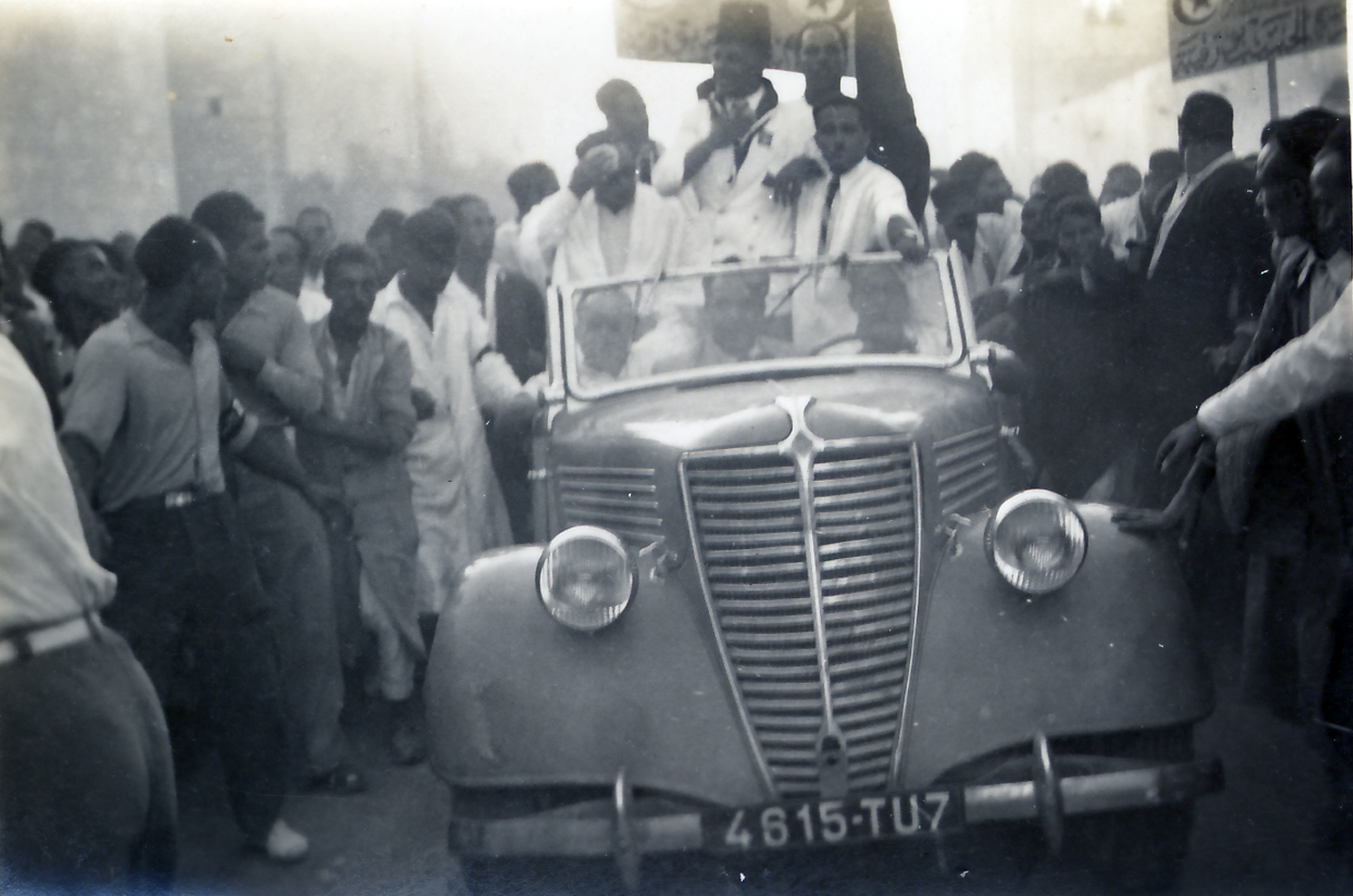
Kühlergrill seitlich abgerundet und waagerecht unterteilt:
Type BDS 2 als Cabriolet (1938)

Der Renault Primaquatre war ein Personenkraftwagenmodell der Zwischenkriegszeit von Renault. Die Typencodes lauteten Type KZ, Type ACL, Type BDF, Type BDS und Type BFP.

## Beschreibung
Renault brachte das Modell 1931 als Nachfolger des Renault Type KZ heraus, von dem es auch den Typencode übernahm. 1940 endete die Serienproduktion. Prototypen entstanden bis 1944.

### Type KZ 6
Der wassergekühlte Vierzylindermotor mit 75 mm Bohrung und 120 mm Hub hatte 2121 cm³ Hubraum. Die Motorleistung wurde über eine Kardanwelle an die Hinterachse geleitet. Der Kühler war vor dem Motor platziert. Der Kühlergrill war leicht schräg gestellt. In den Seiten der Motorhaube befanden sich vertikale Lüftungsschlitze. Viertürige Limousine, Tourenwagen, Geschäftslimousine und Torpedo commercial standen im Angebot. Bei einem Radstand von 265 cm waren die Fahrzeuge 370 cm lang und 145 cm breit.

### Type KZ 8
Diese im Oktober 1931 präsentierte Ausführung hatte einen steilen Kühlergrill. Sofern eine vordere Stoßstange montiert war, so bestand sie aus zwei Rohren. Nun waren die Fahrzeuge 390 cm lang und 155 cm breit.

### Type KZ 10
Im Oktober 1932 folgte diese Ausführung. Der Motor leistete 35 PS. Die Maße des Fahrgestells mit 265 cm Radstand und 130 cm Spurweite entsprachen dem Renault Monaquatre. Die Fahrzeugbreite stieg auf 157 cm. Die Karosserien wurden leicht überarbeitet. Zur Wahl standen zwei- und viertürige Limousine sowie eine Geschäftslimousine. Die Ausführung S.A. mit einer anderen Motoraufhängung stand als zwei- und viertürige Limousine zur Verfügung. Im Februar 1933 ergänzte eine viertürige Limousine mit sechs Seitenfenstern das Sortiment. Modellpflege führte zunächst zu einer kleinen Veränderung am Kühlergrill und später zu Lüftungsklappen in den Seiten der Motorhaube anstelle der bisherigen senkrechten Lüftungsschlitze.

### Type KZ 14
Diese im Oktober 1933 präsentierte Ausführung hatte einen etwas schräger gestellten Kühlergrill und Lüftungsklappen in den Seiten der Motorhaube. Die vordere Stoßstange war anfangs gerade und später in der Mitte nach unten gebogen. Neben Limousinen ist ein zweitüriger Coach mit vier bis fünf Sitzen, aber nur zwei Seitenfenstern überliefert.

### Type KZ 18
Im Januar 1934 folgte diese Ausführung. Die Motorleistung war mit 35 bis 40 PS angegeben. Der Radstand war laut einer Quelle geringfügig auf 266 cm verlängert worden. Eine andere Quelle nennt 265 cm Radstand, 400 cm Fahrzeuglänge und 160 cm Fahrzeugbreite. Die Karosserie war aerodynamischer gestaltet, mit Ausnahme der Geschäftslimousine. Daneben gab es viertürige Limousinen und Roadster. Das Reserverad war am Heck montiert. In den Seiten der Motorhaube befanden sich drei offensichtlich unterschiedlich große Lüftungsklappen. Die vordere Stoßstange war weiterhin in der Mitte nach unten gebogen.

### Type KZ 24
Im Oktober folgte die nächste Modellpflege. Die Motorleistung betrug 40 PS. Bei 266 cm Radstand und 130 cm Spurweite waren Limousine, Roadster und Cabriolet zwischen 437 cm und 440 cm lang, 156 cm breit und zwischen 158 cm und 161 cm hoch. Eine andere Quelle nennt 265 cm Radstand, 415 cm Fahrzeuglänge und 160 cm Fahrzeugbreite. Für die Geschäftslimousine ist ein abweichender Radstand von 265 cm überliefert. Optisches Unterscheidungsmerkmal zu früheren Ausführungen waren drei waagerechte Lüftungsschlitze in den Seiten der Motorhaube.

### Type ACL 1
Diese Ausführung erhielt am 17. September 1935 ihre Zulassung. 85 mm Bohrung und 105 cm Hub ergaben 2383 cm³ Hubraum. Der Radstand betrug nun 286 cm. Das Fahrzeug war mit Stoßstangen 434,5 cm lang und 158,5 cm breit. Der Wendekreis war mit 11,5 Metern angegeben. Das Fahrgestell wog 750 kg. Die bisherigen seitlichen Trittbretter entfielen. An den Seiten der Motorhaube befanden sich fünf eng übereinander angeordnete Lüftungsschlitze. Zwischen den beiden kurzen vorderen Stoßstangen befand sich das Kraftfahrzeugkennzeichen. Überliefert sind Limousine, Coupé, Roadster und Cabriolet.

### Type ACL 2
Im Oktober 1936 erschien diese Ausführung. Der Motor leistete 62 PS. Optisches Unterscheidungsmerkmal war der Kühlergrill mit vertikalen Unterteilungen, der seitlich abgerundet war. Im Angebot standen Limousine, Coupé, Roadster und Cabriolimousine, Tous Temps  genannt.

### Type BDF 1
Diese Ausführung erhielt am 22. September 1937 seine Zulassung. Der Radstand war auf 271 cm reduziert. Das Fahrzeug war 420 cm lang und 160 cm breit. Die vordere Stoßstange war einteilig und gerade. Renault bot Limousine, Roadster und Cabriolet an.

### Type BDF 2
Bereits am 31. März des Folgejahres bekam diese Ausführung seine Zulassung. Die Änderungen waren gering und betrafen u. a. den Vergaser, die Autobatterie und die Reifengröße. Lieferbar in den gleichen drei Karosserievarianten.

### Type BDS 1
Diese Ausführung erhielt am 15. September 1938 die Zulassung. Der Motor leistete 52 PS. Der um 12 cm auf 283 cm verlängerte Radstand bewirkte eine Zunahme der Fahrzeuglänge um ebenfalls 12 cm auf 432 cm. Der Kühlergrill war nun waagerecht unterteilt. Einzige Karosserieversion war eine viertürige Limousine mit Kofferraum. Im Juni 1939 endete die Produktion der gewöhnlichen Primaquatre.

### Type BDS 2 (Primaquatre Sport)
Diese auch Primaquatre Sport genannte Ausführung vom Oktober 1938 entsprach dem Type BDS 1 bis auf wenige Details wie den Bremsen. Der Motor leistete 56 PS. Lieferbar waren Limousine, Cabriolet, Roadster und Coupé. Die Höchstgeschwindigkeit war mit 125 km/h angegeben.

### Type BDS 3 (Primaquatre Sport)
Diese Ausführung erschien Ende 1939. Bis auf die Lenkradschaltung und den Bremsen entsprach das Modell dem vorherigen Modell.

### Type BFP 1
Am 14. Februar 1940 erhielt diese Ausführung die Zulassung. Eine Quelle nennt das Fahrzeug Primaquatre, eine andere Primaquatre Sport.

### Prototype 104 E
Der Vierzylindermotor hatte 2383 cm³ Hubraum. An der Fahrzeugfront waren die Scheinwerfer außen in die Kotflügel eingelassen. Anstelle eines Kühlergrills waren sechs breite Chromleisten angebracht. Damit ähnelte das Fahrzeug dem Peugeot 203. Allerdings reichten die vorderen Kotflügel nicht bis in die Vordertüren. Überliefert sind viertürige Limousine, Cabriolimousine, Coupé und Kastenwagen.

## Einstufung im französischen Steuer- und Versicherungssystem
Der Wagen hatte durchgehend eine Einstufung von 11 CV.

## Nachfolger
Die Produktion des Primaquatre wurde nach dem Zweiten Weltkrieg nicht fortgesetzt. Zunächst konzentrierte sich Renault auf den kleinen Renault 4CV. 1951 erschien dann der Renault Frégate, ein völlig neu konstruiertes Fahrzeug in vergleichbarer Größe.